# Grumo Appula
Grumo Appula är en ort och kommun i storstadsregionen Bari, innan 2015 provinsen Bari, i regionen Apulien i Italien. Kommunen hade 12 710 invånare (2017).